# Rapport Sarr-Savoy sur la restitution du patrimoine culturel africain
Le Rapport sur la restitution du patrimoine culturel africain. Vers une nouvelle éthique relationnelle est un rapport rédigé par l'universitaire et écrivain sénégalais Felwine Sarr et l'historienne de l'art française Bénédicte Savoy, publié pour la première fois en ligne en novembre 2018 dans une version originale française et une traduction autorisée en anglais.
Commandé par le président de la République française, Emmanuel Macron, l'objectif du rapport était d'évaluer l'histoire et l'état actuel des collections publiques françaises d'œuvres d'art africaines provenant d'acquisitions illicites ou bien contestées, souvent pillées à l'époque coloniale, ainsi que les revendications et un plan pour les étapes ultérieures de restitutions éventuelles. Plus précisément, le rapport présente également des recommandations pour la préparation des restitutions, telles que la coopération culturelle internationale, la recherche de provenance, les cadres juridiques, et se termine par une liste des biens culturels concernés, ainsi que des moyens de les présenter dans un avenir proche dans des musées africains.
D'après ce rapport, c'est la première fois qu'un président français annonce la restitution d'objets d'arts africains, ce qui a depuis suscité de nombreux débats et plans de « décolonisation » des musées dans un certain nombre de pays.
En 2020, ce rapport a valu à Bénédicte Savoy et Felwine Sarr la troisième place au classement annuel des « personnes les plus influentes du monde de l'art international » établi par le magazine ArtReview ; et en 2021, le magazine Time les a placés parmi les « 100 personnes les plus influentes » de l'année.

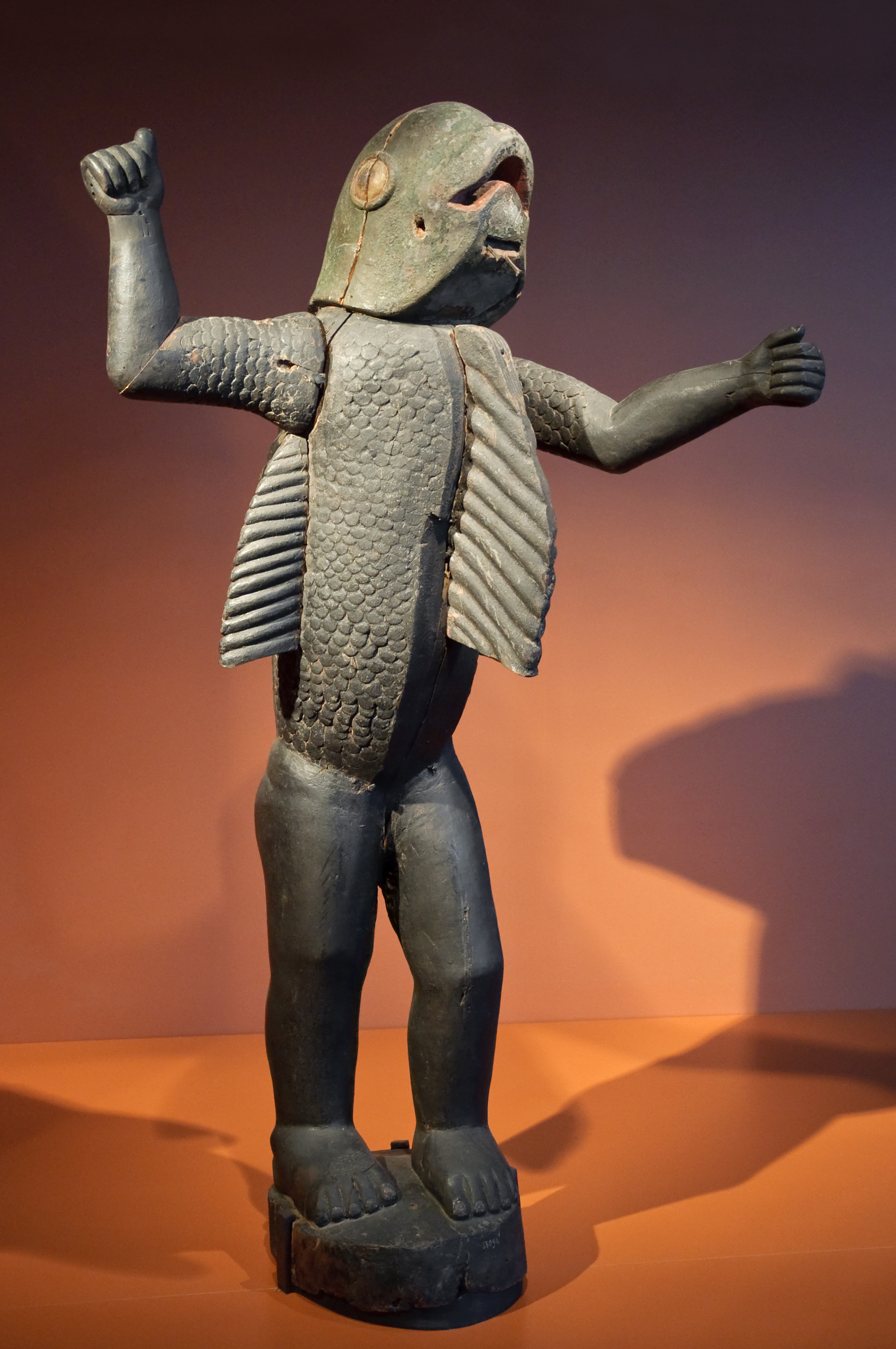
Statue royale du royaume historique du Dahomey, représentant le roi Béhanzin avec les traits d'un requin.

## Contexte
Le rapport fait suite à un discours d'Emmanuel Macron, président de la France, le 28 novembre 2017 à Ouagadougou, au Burkina Faso, dans lequel il a abordé la politique de la France en Afrique subsaharienne. Le président français a chargé deux universitaires d'évaluer l'histoire et la composition des collections appartenant à l'État en France, ainsi que les revendications et les motifs et les processus à suivre pour d'éventuelles restitutions. Sa motivation pour une réorientation fondamentale de la politique culturelle de la France à l'égard de l'Afrique s'exprimait à travers cet extrait de son discours : « Je suis d'une génération de Français pour qui les crimes de la colonisation européenne sont incontestables et font partie de notre histoire ».
Pour la première fois, un président français et son gouvernement ont reconnu un droit moral de restitution du patrimoine culturel, dont les éléments sont, selon la loi française, considérés comme la propriété inaliénable de l'État français. Les prédécesseurs de Macron n'ont jamais soutenu le retour des artefacts africains et autres objets culturels en France. Par exemple, Jacques Chirac a soutenu des collections d'art africain et son nom est inscrit dans l'intitulé officiel du musée du Quai Branly - Jacques-Chirac, dont il est l'un des initiateurs. La déclaration de Macron a donc été considérée comme historique, quelle que soit la quantité d'art qui sera finalement rendue aux pays africains.
Le rapport a été présenté au public le 23 novembre 2018, et a depuis suscité de nombreuses réactions dans le débat français et international autour de ses revendications de restitution de l'art africain des musées d'Europe ou d'Amérique,. Malgré l'annonce par Macron d'une restitution en temps opportun, les exigences légales pour de telles restitutions posent des obstacles considérables : en France, tous les biens publics, y compris le contenu des collections appartenant à l'État, comme les musées, les bibliothèques ou d'autres institutions culturelles, sont considérés comme des biens inaliénables.

## Auteurs
Felwine Sarr est un sociologue, musicien et économiste sénégalais. Il s'est fait connaître pour son essai Afrotopia. Dans cet ouvrage, il propose des théories postcoloniales pour une compréhension présente et future des pays africains. Il soutient que le développement ultérieur des démocraties africaines ne devrait pas être provoqué par la reproduction des modèles occidentaux. Pour lui, l'Afrique devrait plutôt se réinventer à travers une synthèse des formes traditionnelles et contemporaines d'organisation sociale. Ses conférences et ses recherches universitaires portent sur la théorie postcoloniale, les politiques économiques, le développement, l'économie, l'économétrie, l'épistémologie et l'histoire des idées religieuses. Ancien professeur d'économie à l'université Gaston-Berger au Sénégal, il a rejoint Duke University aux États-Unis en 2020.

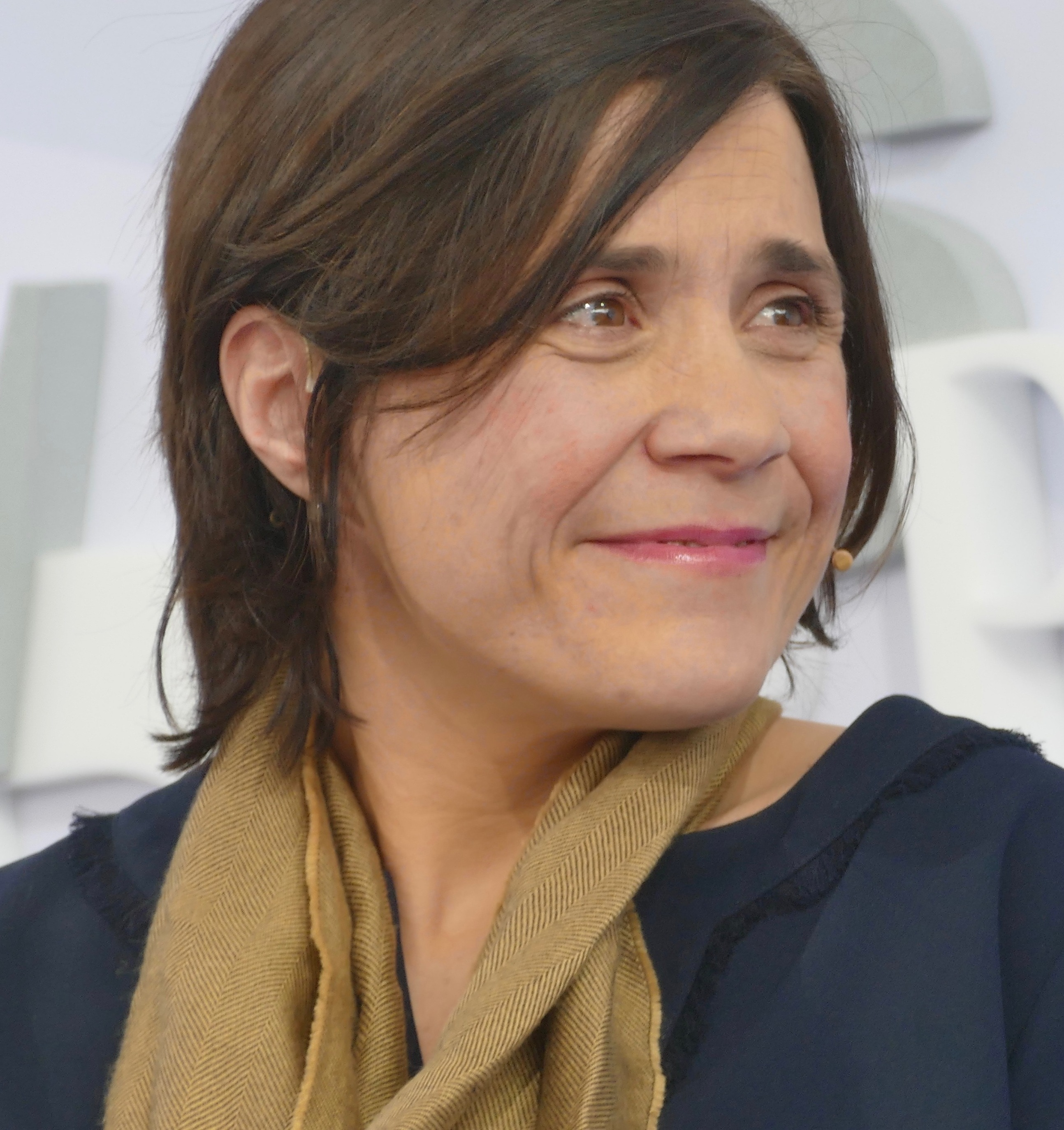
Bénédicte Savoy en 2018.

Bénédicte Savoy est une historienne de l'art française. Elle enseigne cette discipline à l'université technique de Berlin en Allemagne et est également professeure au Collège de France à Paris. Savoy a publié plusieurs ouvrages sur des sujets tels que l'art mondial sur les marchés occidentaux, sur les musées dans des contextes internationaux ou sur l'acquisition illicite du patrimoine culturel. Depuis la publication du rapport, elle s'est également fait connaître en tant que partisane de la restitution du patrimoine culturel africain dans les collections allemandes et participe activement aux recherches et aux débats publics sur cette question,.

## Mission
Dans sa lettre officielle de nomination, Macron a chargé les deux auteurs d'engager des discussions et des ateliers avec divers acteurs en Afrique ainsi qu'en France, notamment des recherches sur l'histoire coloniale du patrimoine culturel africain.
En outre, Macron a demandé des propositions concrètes et un calendrier avec des propositions d'actions pour le retour des objets culturels. À travers son énoncé explicite, « le dialogue et la participation doivent accompagner toutes les étapes de ce travail »:104, Macron a non seulement indiqué une approche spécifique, mais a également ouvert la porte au débat public sur sa nouvelle politique culturelle et le rapport qui en résulte. Depuis, ce débat public s'est intensifié tant en Afrique qu'en Europe et aux États-Unis,.

## Contenu du rapport

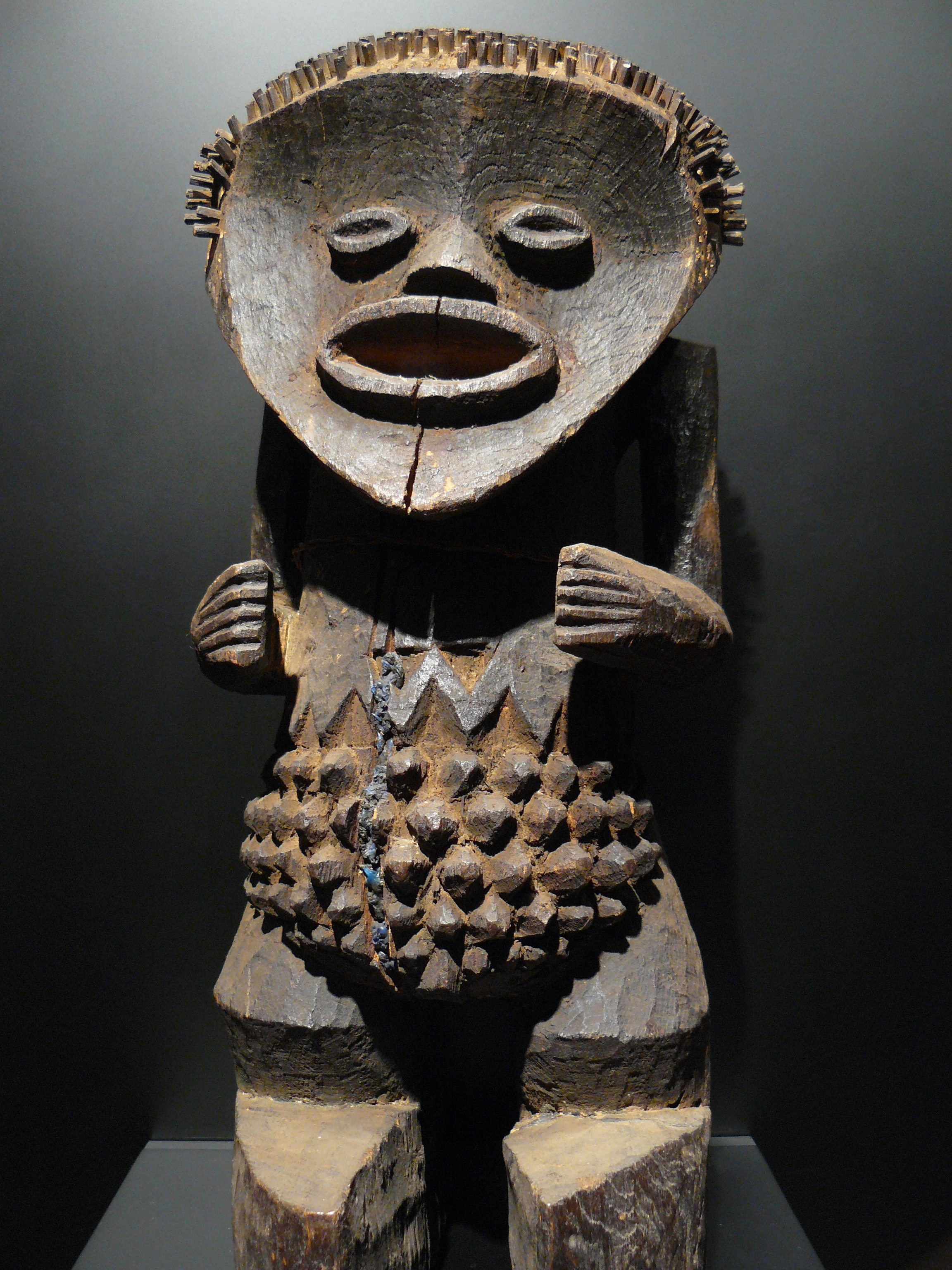
Statue du Nigeria au musée du Quai Branly, Paris, France.

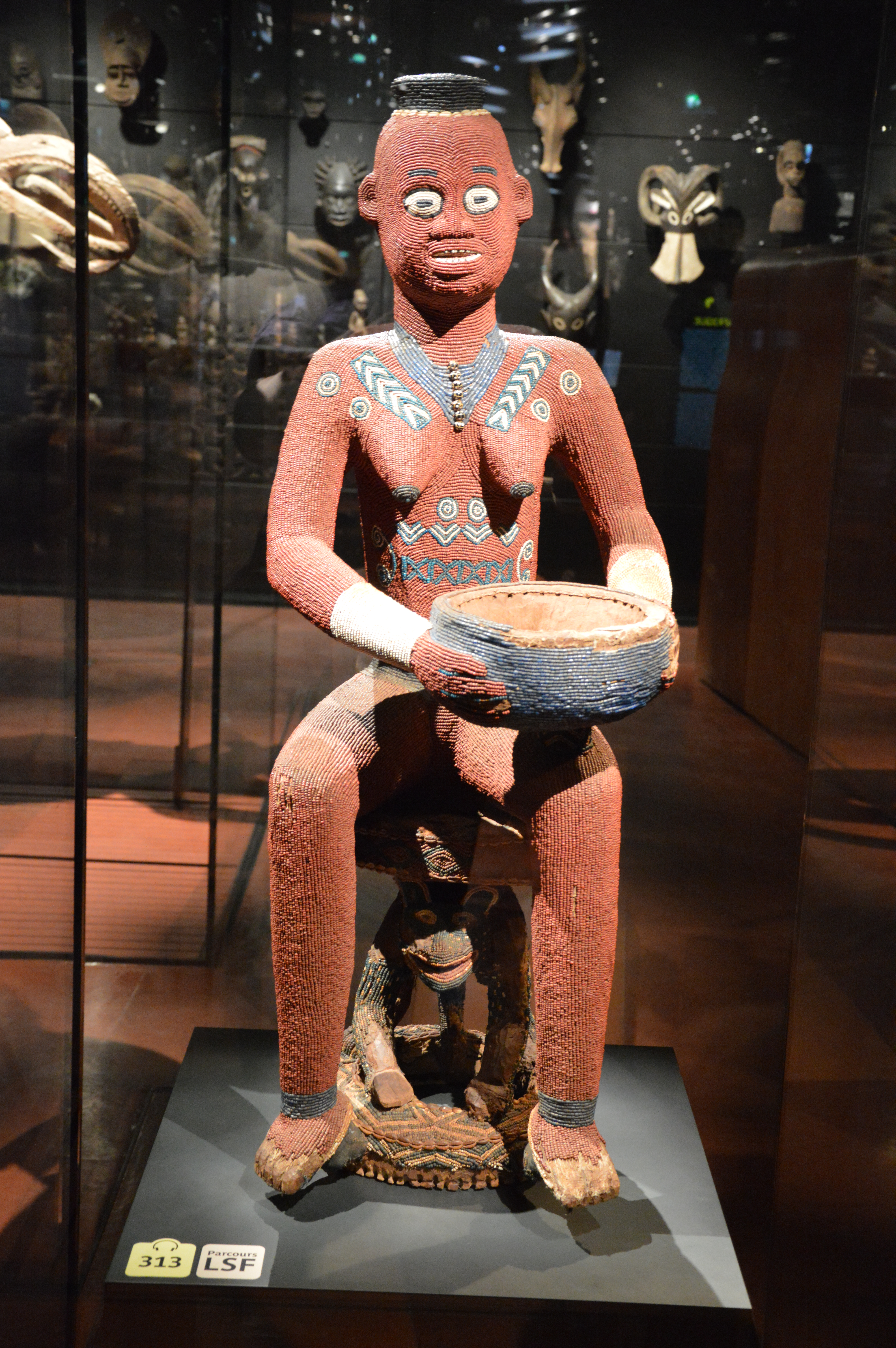
Statue féminine avec bol, Bamiléké, Cameroun, au musée du Quai Branly.

Dans ce rapport, les auteurs discutent des raisons et proposent des mesures pour les restitutions d'objets culturels africains des collections publiques françaises à leurs pays ou communautés d'origine. Conformément à la commission Macron, la portée du rapport concerne spécifiquement les anciennes colonies françaises subsahariennes, et dont le patrimoine culturel a été largement transféré en France pendant et après la période coloniale.
Le chapitre introductif, intitulé « Une longue durée de pertes » décrit l'histoire du patrimoine culturel africain dans le contexte de la colonisation européenne:7–26. Les thèmes centraux sont l'appropriation forcée d'objets culturels en tant que crime contre les communautés d'origine. Aussi, l'importance de la collecte, de l'étude et de l'exposition du patrimoine africain, d'abord comme curiosités puis comme objets ethnologiques, par les musées et scientifiques européens est présentée comme un aspect central d'une « histoire de la violence » et de la domination:20.
Se référant à des intentions similaires à celles exprimées dans leur propre rapport, Sarr et Savoy rappellent qu'en 1978, Amadou-Mahtar M'Bow, alors directeur de l'UNESCO, a plaidé en faveur d'un rééquilibrage du patrimoine culturel mondial entre le nord et le hémisphères sud. Ils citent le discours de M'Bow « Un plaidoyer pour le retour d'un patrimoine culturel irremplaçable à ceux qui l'ont créé » :
Par ailleurs, le rapport considère le plaidoyer de l'opinion publique depuis le début des années 2010 comme l'une des principales motivations d'un changement d'attitude en Europe:23. Sur la base de leur évaluation selon laquelle environ 90 % de tout le patrimoine culturel de l'Afrique subsaharienne est en possession de collections occidentales:11, les auteurs comprennent leur rapport principalement comme un appel à la restitution opportune des artefacts et à l'établissement d'une nouvelle relation de l'Europe envers l'Afrique sur la base de la reconnaissance mutuelle:29.
Après cette brève mais ciblée histoire de l'art colonial africain dans les collections occidentales et les demandes de restitution antérieures, les trois chapitres suivants intitulés « Restituer », « Restitutions et collections » et « Accompagner les retours » abordent les aspects centraux des tâches associées à de telles restitutions. Ici, les auteurs proposent à la fois des critères de restitution ainsi qu'un calendrier concret à suivre par les autorités françaises et africaines:62–70. Enfin, les annexes du rapport décrivent les méthodes et les démarches suivies par les auteurs, étayées par des documents correspondants, des tableaux et des chiffres sur les collections en France ainsi que des informations sur les musées en Afrique:91–136. En raison de son vaste fonds d'environ 70 000 objets d'Afrique et de ses archives détaillées sur la provenance des objets, le musée du quai Branly à Paris occupe une place particulière dans la liste du rapport. Il se termine par des photographies et des informations détaillées sur une trentaine d'objets exceptionnels de ce musée, considérés comme prioritaires pour une restitution future:154–202.
Le rapport identifie également les mesures importantes suivantes pour une réorientation globale des relations culturelles : seule une coopération internationale respectueuse, avec un accès à la recherche, aux archives et à la documentation pour les personnes en Afrique ou dans la diaspora africaine, pourra combler les grands écarts entre l'Afrique et l'Occident en matière de la préservation, l'étude et l'appréciation plus large de la culture africaine soient réduites. Ces mesures comprennent la recherche et la formation conjointes par les musées participants, l'échange d'expositions temporaires - également entre pays africains - ainsi que le soutien matériel de réseaux ou d'infrastructures appropriés pour les musées en Afrique et les experts travaillant pour eux. Pour faire en sorte que la connaissance du patrimoine culturel africain atteigne les jeunes générations, les auteurs recommandent également des initiatives éducatives efficaces:88.

## Contexte historique et géopolitique
Bien que le rapport Sarr/Savoy et les débats qui l'accompagnent fassent référence à la restitution du patrimoine culturel d'Afrique, l'annonce de Macron lors de sa première visite en Afrique en tant que président de la France s'inscrit dans le contexte plus large de l'histoire, du présent et de l'avenir des relations politiques françaises avec l'Afrique. Compte tenu de l' émancipation politique croissante de certains pays africains vis-à-vis de la France, ainsi que de l'influence de la Chine en Afrique, la politique étrangère française est intéressée à maintenir et à développer sa relation privilégiée avec les pays d'Afrique de l'Ouest et le monde francophone au sens large. Enfin, les discussions et la justification éthique des restitutions sont des exemples d'une vision changeante du colonialisme européen en Afrique. Et de la dénonciation des conditions de collecte du patrimoine africain conservé dans les grands musées occidentaux. En raison du passé colonial de chaque pays et de l'appréciation publique actuelle de ce passé, cette réévaluation historique a pris des voies différentes en France, en Grande-Bretagne, en Belgique ou en Allemagne.

## Réactions et premières restitutions à la suite du rapport

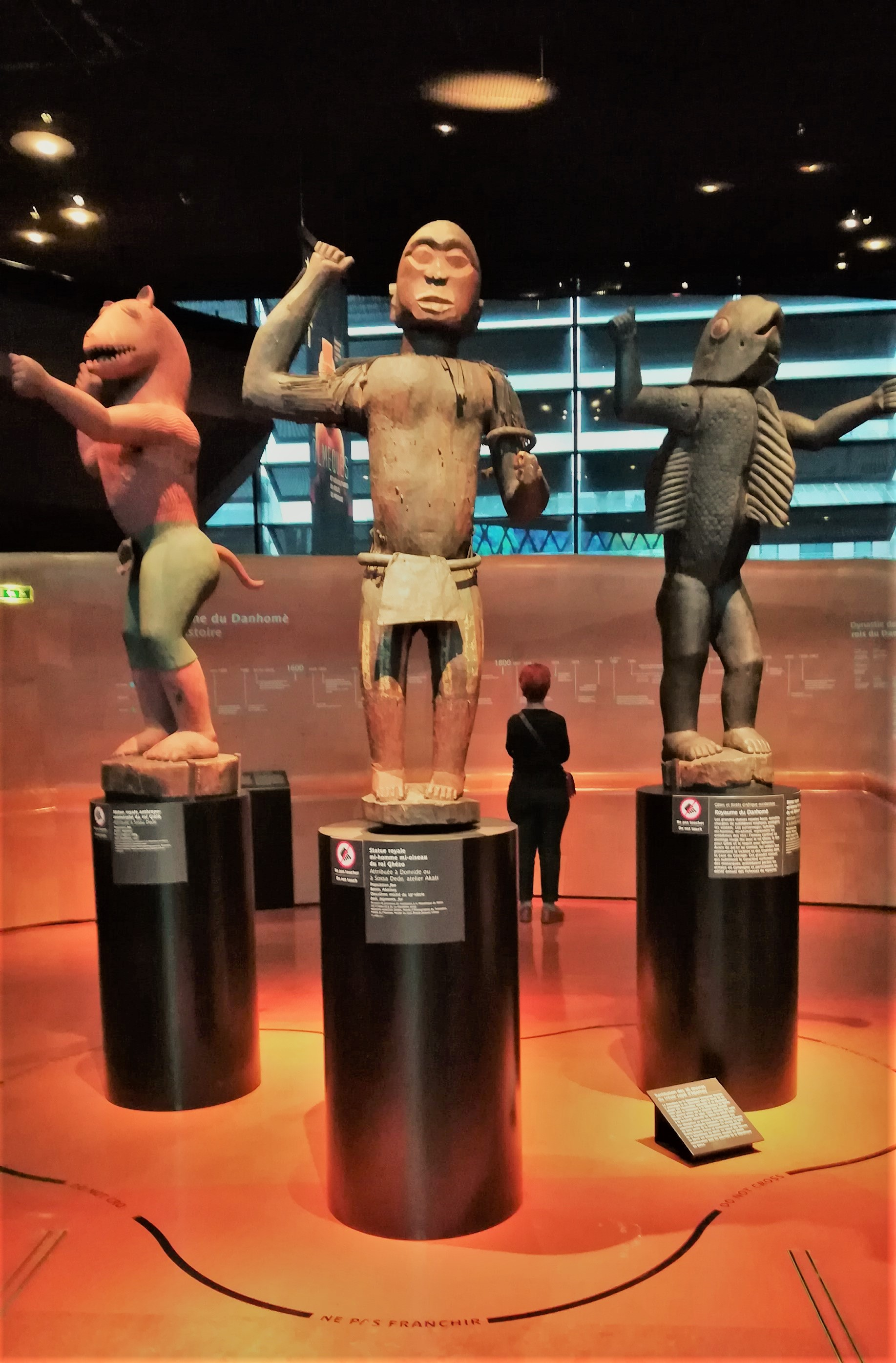
Statues royales du Dahomey au musée du quai Branly, avant leur restitution au Bénin fin 2021.

Depuis la publication du rapport, son analyse et ses recommandations ont suscité de nombreux commentaires critiques, affirmatifs ou négatifs, comme ceux de Jean-Jacques Aillagon, Stéphane Martin, Yves-Bernard Debie, Didier Rykner ou Tristram Hunt,. Des musées et des sources gouvernementales en Allemagne et aux Pays-Bas ont publié de nouvelles directives sur les futures restitutions, la recherche de provenance et la coopération internationale. Des restitutions ultérieures ont été faites à la Namibie depuis l'Allemagne et à l'Indonésie depuis les Pays-Bas. En avril 2021, le musée ethnologique de Berlin et l'université d'Aberdeen en Écosse ont annoncé le retour des bronzes du Bénin d'ici 2022.
Contrairement à certaines réactions publiques d'historiens de l'art et de journalistes, qui évoquaient la vision de musées presque vides, le rapport ne préconise pas un retour en force de tout le patrimoine culturel africain de France. Au contraire, Sarr et Savoy proposent que des arrangements diplomatiques bilatéraux soient conclus avec les gouvernements africains pour la restitution des pièces importantes sur la base de propositions d'experts africains:70–81. Cependant, comme recommandation générale, les auteurs plaident pour une restitution permanente des biens culturels acquis illégalement. Ils rejettent explicitement un retour temporaire de tels objets évoqué par Macron et privilégié par certains conservateurs de musées, comme Stéphane Martin, ancien directeur du musée du quai Branly. Lors d'une conférence en juin 2019, en présence de quelque 200 universitaires et représentants des ministères de la Culture d'Europe et d'Afrique, le ministre français de la Culture a promis que « la France examinera toutes les demandes présentées par les nations africaines », mais leur a demandé de ne pas « se focaliser sur la seule question de la restitution ».

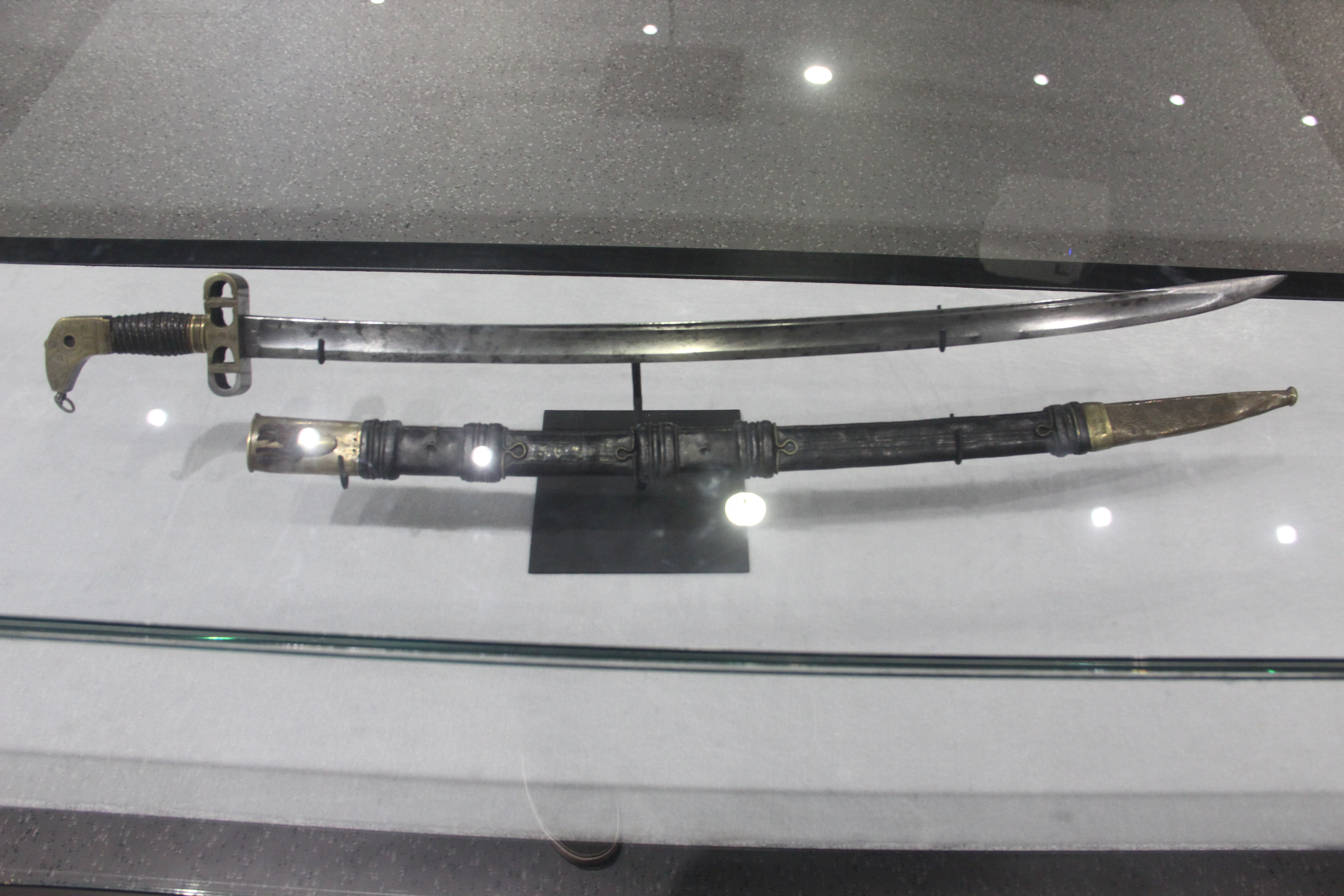
Sabre d'Oumar Tall exposé au Musée des civilisations noires de Dakar.

Aussi, d'autres personnes critiquent la forme du rapport en-dehors des solutions qu'il propose. Comme le mentionne Emmanuel Pierrat dans son ouvrage sur la question : « Tout l'édifice du rapport Sarr-Savoy repose sur une accusation, qui prend la forme d'une présomption absurde : les œuvres d'art détenues en Europe auraient toutes été forcément pillées ». Or, cette affirmation peut paraître fausse, car même si l'héritage colonial est extrêmement fort dans les collections des musées, il est faux de dire qu’il représente arbitrairement l'entièreté du contenu présent. Bien qu’il ne s’agisse pas non plus d’une manière de faire déculpabiliser le rôle des ex-colonisateurs, une part de la responsabilité ne leur reviendrait pas selon lui et ouvrirait la porte à d’autres solutions quant à la conservation de ce patrimoine dans le futur.
Parmi ces pistes de solution, certains suggèrent pour l'avenir de viser une forme « d'entre-deux ». En conservant certains musées en Europe, de manière consciencieuse et avec l'approbation des concernés africains ; on lutte plus efficacement contre le trafic illicite des biens culturels en Afrique qui sévit depuis de nombreuses années, en plus du soulagement de tous les enjeux budgétaires liés à la conservation et la restauration matérielle de tels objets en Afrique.
Le 24 décembre 2020, le gouvernement français a promulgué une nouvelle loi qui permet la restitution définitive de plusieurs objets culturels des collections françaises au Sénégal et à la République du Bénin. Déjà en novembre 2019, le Premier ministre français avait présenté un sabre historique au Musée des civilisations noires de Dakar, au Sénégal, qui aurait appartenu à Omar Saïdou Tall, un éminent chef spirituel ouest-africain du XIXe siècle qui a combattu les colonialistes français dans les années 1850,. Cet objet symbolique, ainsi que 26 statues africaines pillées par les troupes françaises lors du pillage des Palais royaux d'Abomey en 1892 et offertes par le général français Alfred Dodds à un prédécesseur du musée du quai Branly à Paris, constituent le premières restitutions permanentes en vertu de la nouvelle loi. Cette restitution avait déjà été réclamée par le gouvernement béninois en 2016, mais avait été refusée par les précédents gouvernements français.
En mai 2021, de nouvelles enseignes expliquant leur future restitution ont été ajoutées à un ensemble de trois statues anthropomorphes représentant les rois historiques Glélé, Ghézo et Béhanzin du Dahomey. Préalablement au retour de 26 objets au Bénin, le musée a accueilli une semaine de conférences, débats et films documentaires historiques, consacrée à l'histoire du Dahomey. En outre, un prêt de 20 millions d'euros de l'Agence française de développement a été alloué à un nouveau musée et à la réhabilitation des quatre palais royaux historiques d'Abomey, site du patrimoine mondial de l'UNESCO depuis 1985,.
Le 5 octobre 2021, l'universitaire camerounais Achille Mbembe remet une version de ses travaux à Emmanuel Macron.
Le 19 février 2022, une exposition présentant l'art contemporain béninois ainsi que les 26 œuvres restituées a été inaugurée par le président du Bénin au Palais de la Marina à Cotonou. La cérémonie d'ouverture a réuni des artistes, des chefs traditionnels et des politiciens, et plus de 1 000 visiteurs sont venus le lendemain pour voir les sculptures en bois, célébrant leur retour aux sources.
En mars 2025, Emmanuel Macron le président français, s'engage à la restitution de trois crânes sakalava à l'État de Madagascar, jusqu'alors conservés au musée de l'Homme, à Paris, en France.
Le 28 avril 2025, les sénateurs français se prononcent sur une proposition de loi devant permettre le retour en Côte d'Ivoire d'un objet saisi en 1916, le Djidji Ayokwe. La proposition de loi est adoptée à l'unanimité en première lecture, au sénat. La XVIIe législature de l'Assemblée nationale se saisit ensuite de la proposition de loi. Le 7 juillet 2025, l'Assemblée nationale adopte à l'unanimité une loi portant sur la déclassification du tambour parleur « Djidji Ayokwe » des collections publiques françaises, dans le but de le restituer à la Côte d'Ivoire.
Le 17 juillet 2025, plusieurs journaux révèlent que, d'après une lettre du représentant permanent de la France à l’ONU datée du 19 juin 2025, la France a fait part aux autorités nigériennes de sa volonté de restituer des objets culturels pillés lors de l'époque coloniale,. Dans cette lettre, il déclare également que Paris est « ouvert au dialogue bilatéral avec les autorités nigériennes, ainsi qu’à toute collaboration en matière de recherche de provenance ou de coopération patrimoniale ».

### Numérisation et libre accès
Entre autres recommandations, le rapport appelait à la numérisation de toutes les informations sur les collections d'objets culturels africains et à la recherche et à rendre ces informations disponibles dans le monde entier en libre accès sur Internet:86. Dans une déclaration sur cette suggestion, plus de 100 experts internationaux de la numérisation et de la recherche d'objets culturels ont fait part de leurs réserves spécifiques. En particulier, ils ont mis en garde contre une action unilatérale des collections occidentales et ont exigé que les pays africains participent à de telles décisions. En outre, les institutions africaines devraient obtenir des droits d'auteur pour ces données, puisque l'information numérique est considérée comme étant d'une importance égale à la restitution des objets culturels physiques.

### Page web sur les fonds des collections françaises
En septembre 2021, la page « Le Monde en musée » a été publiée par l'Institut national d'histoire de l'art (INHA). Il donne accès à une carte annotée des objets d'Afrique et d'Océanie dans plus de 240 collections publiques françaises. Il a été conçu comme un outil de recherche accessible au public et un lien entre les musées et les institutions de recherche, quelle que soit leur localisation dans le monde. Pour chacune des collections, le nom officiel avec la description de ses fonds, ainsi que des informations sur leur provenance sont donnés.

### Loi pour un encadrement sur les restitution
Le 24 septembre 2025, le parlement français examine un projet de loi, pour encadrer les restitutions d'œuvres d'art.

## Réactions des pays africains
Alors que des commentateurs de pays africains comme le Bénin, l'Éthiopie, le Mali, le Nigeria ou la Namibie ont, depuis plusieurs décennies, formulé des demandes de restitution à la France, la Grande-Bretagne, l'Allemagne et d'autres pays:23–26, le rapport de Sarr et Savoy a suscité des commentaires positifs et suscité de grandes attentes : Kwame Opoku, journaliste culturel ghanéen et ancien membre du personnel du bureau des Nations unies à Vienne, rapportait en 2019 que le Conseil international des musées africains (AFRICOM) a « officiellement adressé son soutien » aux restitutions comme le suggère le rapport Sarr-Savoy. Certains conservateurs africains ont également réagi de manière critique aux initiatives occidentales unilatérales concernant les restitutions. Flower Manase, conservatrice au Musée national de Tanzanie, a déclaré que tout d'abord, les experts africains doivent être impliqués en tant que partenaires égaux, partager leurs propres récits et impliquer les communautés d'origine.
D'autres commentateurs culturels africains, comme le journaliste tanzanien Charles Kayuka, ont souligné la nature occidentale ethnocentrique des expositions de musées, ce qui explique pourquoi elles ont tendance à ne pas susciter beaucoup d'intérêt auprès des visiteurs locaux en Afrique. Un autre de ses arguments remet en question l'importance du patrimoine culturel traditionnel pour les sociétés africaines modernes et mondialisées :

« Il est temps de réparer notre identité volée. (...) Mais les masques et les fétiches qui sont aujourd'hui entreposés dans les musées européens, il ne servirait à rien de les rendre, car ces pièces n'ont aucune valeur pour les Africains. Ils sont vides, morts, désenvoûtés, ils ont perdu leur sens originel parce qu'ils ont été arrachés de leur contexte et sont donc devenus des objets sans signification. Car ce n'étaient pas des objets d'art, mais des objets religieux, rituels et magiques. C'est pourquoi ils étaient si importants pour les sociétés africaines de l'époque. »

— Charles Kayuka, Tanzanie
Dans leur rapport, Sarr et Savoy ont toutefois tenu compte de ces différences en appelant à la coopération internationale et à l'implication communautaire:85–86. En ce qui concerne les conséquences pour la politique culturelle nationale dans les États africains, Felwine Sarr a déclaré dans une interview à un journal allemand :

« Nous voulons conseiller aux participants africains (sur les efforts de restitution) de diriger la discussion dans leurs pays. Il y a déjà une place au musée des civilisations noires à Dakar. Les infrastructures varient selon les pays, mais les musées en tant qu'institutions sont similaires. »